# Katedralen i Rouen

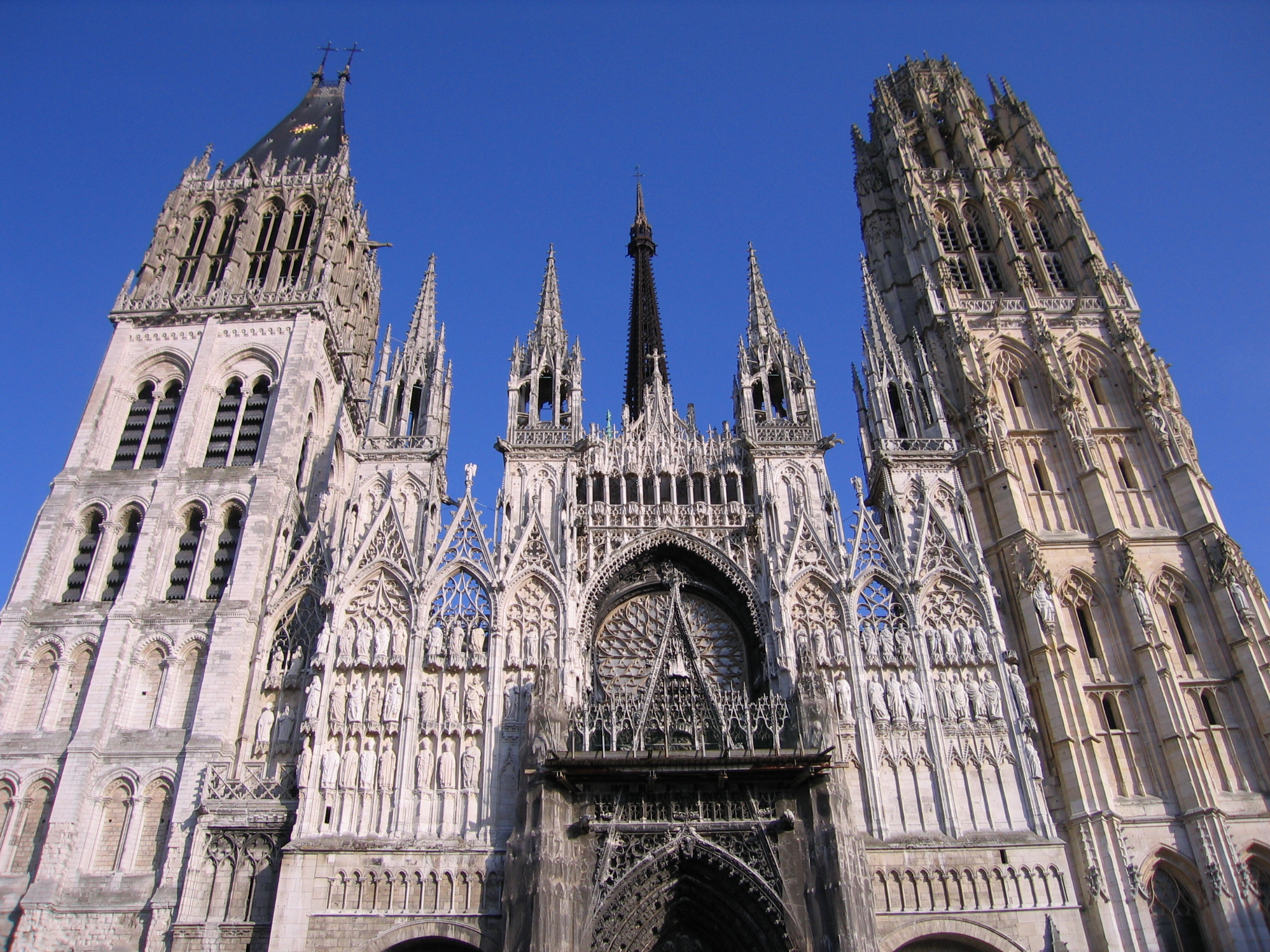
Västfasad med Tour Saint-Romain och smörtornet (till höger).

Katedralen i Rouen (franska: Cathédrale Notre-Dame de Rouen) är en fransk romersk-katolsk katedral, krönings- och gravkyrka för de normandiska hertigarna samt metropolitankyrka för Normandie. Den räknas till de skönaste och mest  berömda kyrkobyggnaderna i Frankrike i gotisk stil.
Katedralen Notre-Dame de Rouen står på grundmurarna från en tidigare romansk katedral och förfogar över sammanlagt sju torn: Tour Saint-Romain, vars undre parti är från omkring 1160, medan de övre delarna kom till först under 1400-talet och det 75 meter höga Tour de Beurre (smörtornet) vid västfasaden, som är byggd i flamboyantstil mot slutet av 1400-talet. 
Därtill kommer torn på tvärskeppen och ett mittorn. Den från långt avstånd synliga tornspiran (151,5 meter) färdigställdes 1877 och katedralen var tills fullbordandet av Kölnerdomen 1880 därmed den högsta byggnaden i världen. 
Den mest kända framställningen av katedralen gjordes av Claude Monet, vars impressionistiska bildserie Katedralen i Rouen med dess avbildningar av byggnaden under olika ljusförhållanden räknas till konstnärens mest betydande verk.
I ett av kyrkans kapell är Rollo, hans frilla Poppa av Bayeux och hans son Vilhelm Långsvärd begravda.

## Bilder

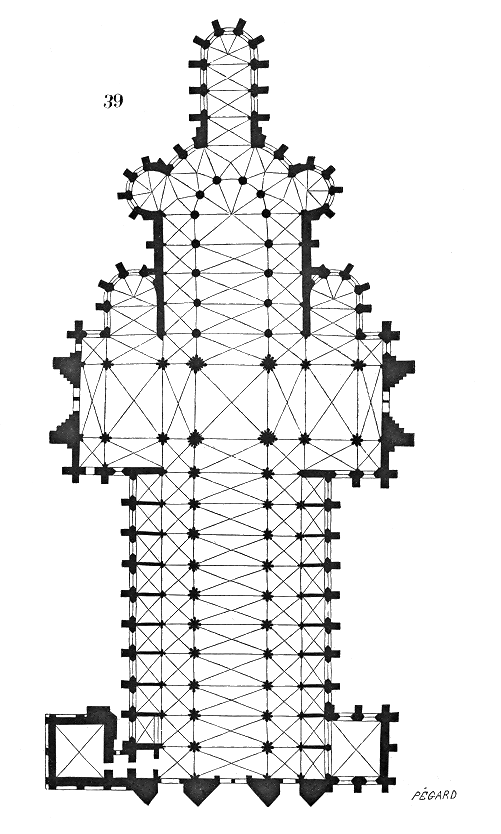
Grundskiss.
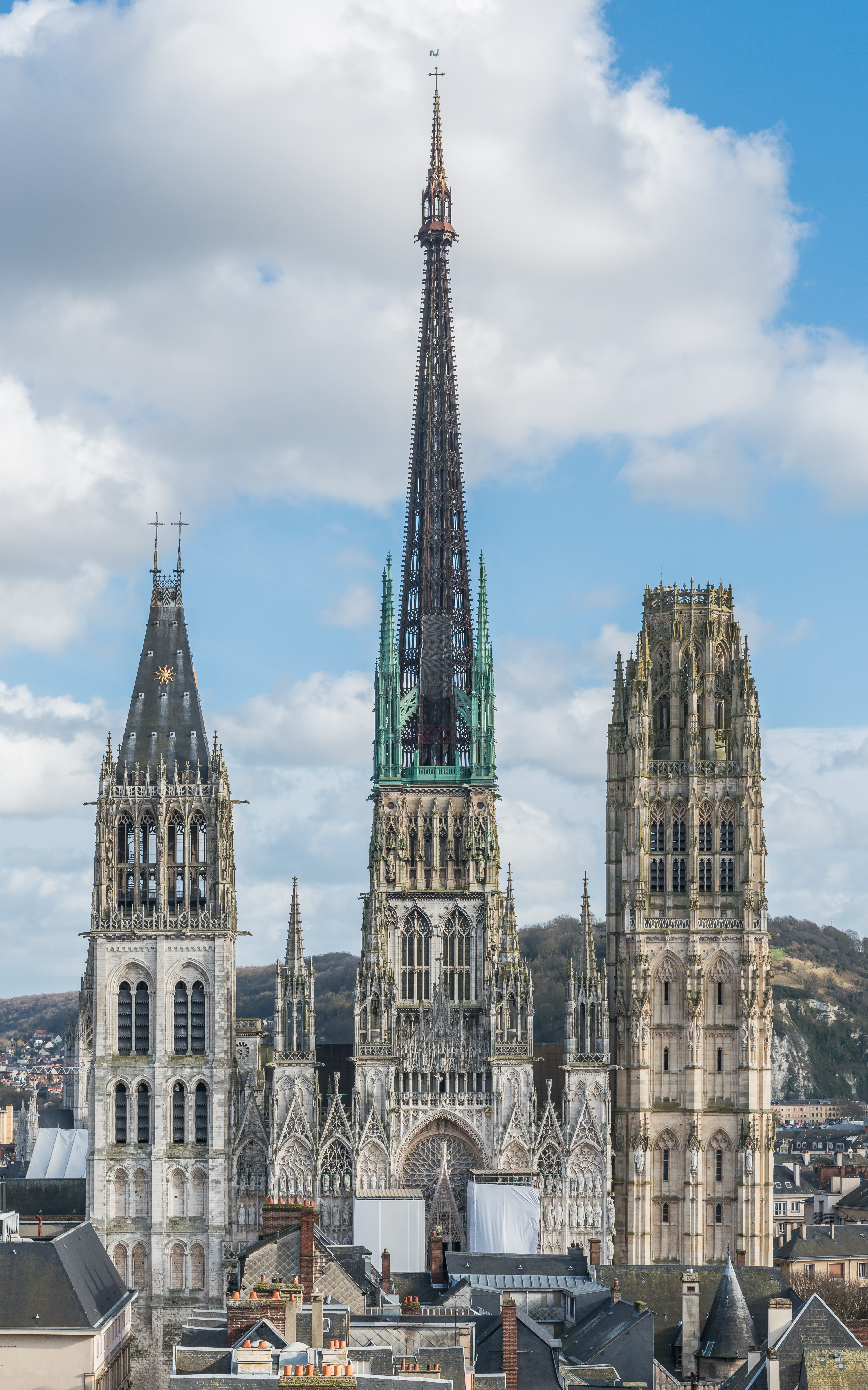
Exteriör.
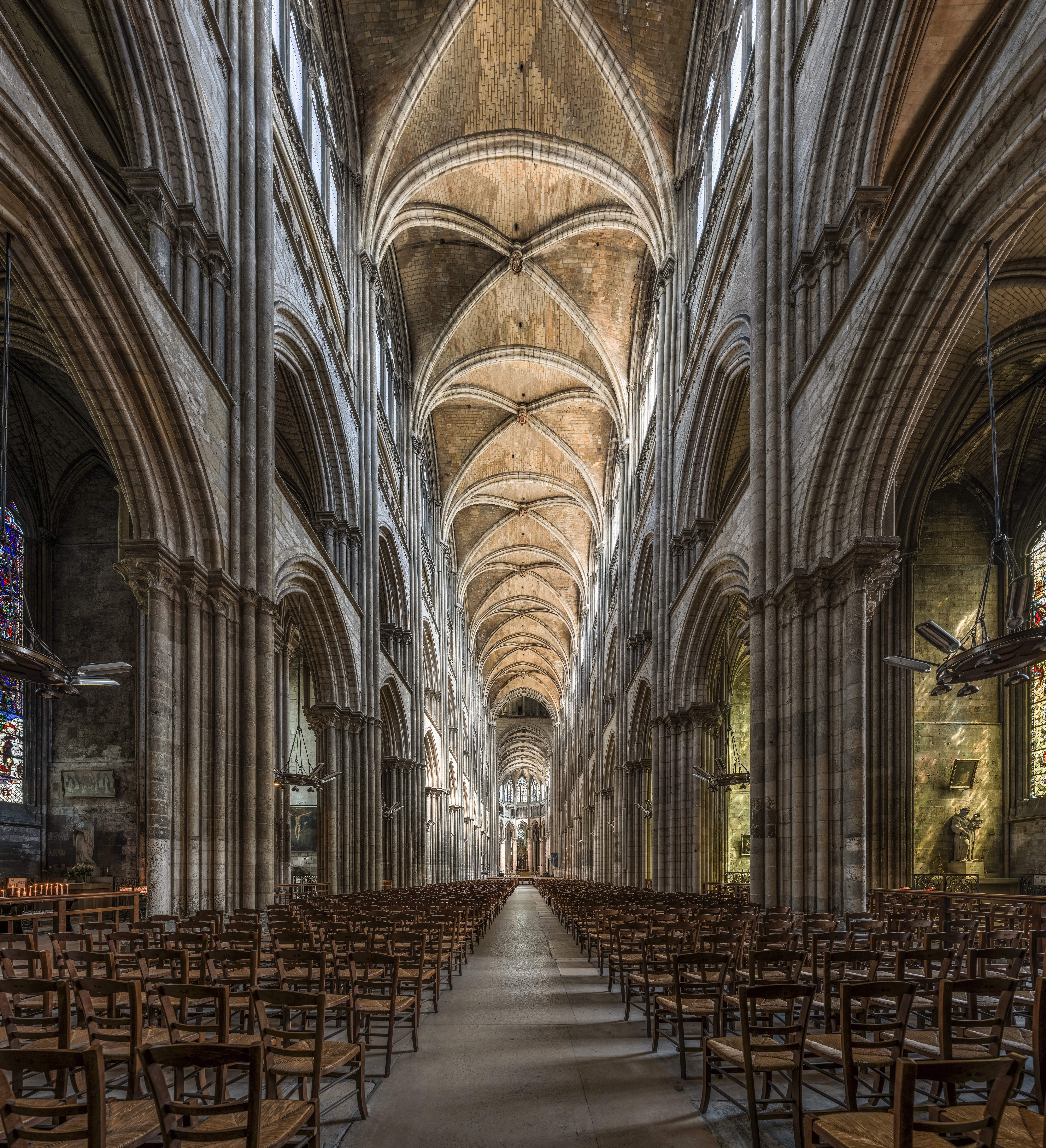
Interiör.